# Hans-Karl Lücke
Hans-Karl Lücke (* 11. August 1927 in Bartenstein, Ostpreußen; † 30. April 2009 in Landsberg am Lech) war ein deutscher Kunsthistoriker.

## Leben
Hans-Karl Lücke war Sohn eines preußischen Regierungsrats, der mit seiner Familie berufsbedingt mehrmals den Wohnort wechselte. Um 1936 ließ sich die Familie dauerhaft in Königsberg nieder, wo Hans-Karl Lücke das Gymnasium besuchte. 1942 wurde er im Alter von 15 Jahren ins Heer der Wehrmacht eingezogen, um an der Flugabwehrkanone zu dienen. Als er später in die Waffen-SS aufgenommen werden sollte, meldete er sich zur Kriegsmarine, 1945 geriet er in Schleswig-Holstein in kanadische Kriegsgefangenschaft. Nach seiner Entlassung aus der Kriegsgefangenschaft ließ er sich in Ratzeburg nieder, wo er bis zur Erlangung des Abiturs 1949 die Lauenburgische Gelehrtenschule besuchte. Im gleichen Jahr schrieb er sich an der Universität Kiel ein, wo er Philosophie und Geschichtswissenschaft zu studieren begann. Im Verlauf des Studiums wechselte er zur Kunstgeschichte, wobei er sich weiterhin der Philosophie und der Geschichte des Mittelalters widmete. An der Universität lernte er seine spätere Frau, die Kunsthistorikerin Susanne David (Lücke-David) kennen.
Er wurde 1962 mit der Dissertation ‘Eurythmia’ und ‘Varietas’. Studien zu Bestimmungen des vollkommenen Bauwerks von Vitruv bis zu Quatremère de Quincy promoviert. Im folgenden Jahr begann er für das Zentralinstitut für Kunstgeschichte in München mit der Erarbeitung des Alberti Index, einem textbezogenen Bedeutungswörterbuch zum Werk Leon Battista Albertis, an dem er bis 1975 arbeitete. Daneben war er Mitarbeiter des am gleichen Institut erscheinenden Reallexikons zur Deutschen Kunstgeschichte, bis er 1969 einen Ruf an die University of Toronto erhielt. Er lehrte bis zu seiner Emeritierung 1996 in Toronto und gab Vorlesungen über Architektur in Frankreich und Italien. Nach seiner Emeritierung widmete er sich gemeinsam mit seiner Frau dem Nachleben der klassischen Mythologie in der europäischen Kunst, wobei er sich auch weiterhin mit der italienischen Renaissance auseinandersetzte.

## Schriften (Auswahl)
- mit Klaus Lankheit: Eucharistie. In: Reallexikon zur Deutschen Kunstgeschichte 6, München 1973, Sp. 154–254
- Eur(h)ythmie. In: ib., Sp. 361–366
- Exposition. In: ib., Sp. 714–719
- Alberti Index. Leon Battista Alberti. De re aedificatoria. Index verborum, 3 Bände. Prestel, München 1975–1979. Band 4: Leon Battista Alberti. De re aedificatoria, Florenz 1485. Faksimile
- Mercurius quadratus: Zur Anthropometrie bei Cesariano. In: Mitteilungen des Kunsthistorischen Institutes in Florenz 35, 1991, S. 61–84
- 'Carmen Senum.' Lobpreis eines vollkommenen Staatswesens oder: 1+2+3 = Sena. Siena und eine „vollkommene“ Zahl. In: ib. 36, 1992, S. 263–274
- Alberti, Vitruvio e Cicerone. In: Joseph Rykwert, Anne Engel (Hrsg.): Leon Battista Alberti. Città di Mantova, Centro Internazionale d'arte e di cultura di Palazzo Tè. Electa, Mailand 1994, S. 70–94
- 'Comparatio' in L.B.Alberti: Reflexion and Aesthetic Structure in Architecture. In: Leon Battista Alberti. Congrès International, Paris 10-15 Avril 1995, S. 749–762
- mit Susanne Lücke: Antike Mythologie. Ein Handbuch. Der Mythos und seine Überlieferung in Literatur und bildender Kunst. Rowohlt, Reinbek 1999
- Das Bauwerk als Gedankenwerk Teil 1. In: Albertiana Bd. 4, 2001, SS. 99–158. Teil 2. In: Albertiana Bd. 5. V, 2002, S. 7–60
- Space and Time in Alberti's Concept of the Perfect Building. Observations in Historical Context. In: Leon Battista Alberti. Teorico delle arti e gli impegni civili del 'De re aedificatoria'. Atti dei convegni internazionali del Comitato Nazionale VI centenario della nascita di Leon Battista Alberti, Mantova, 17-19 ottobre 2002, 23-25 ottobre 2003. In: Ingenium N. 9, II, S. 651–665
- mit Susanne Lücke: Helden und Gottheiten der Antike. Ein Handbuch. Der Mythos und seine Überlieferung in Literatur und bildender Kunst. Rowohlt, Reinbek 2002
- Ornamentum, Reconsidered. Observations on Alberti's 'De re aedificatoria librit decem.'  In: Albertiana Bd. 7, 2004, S. 99–113
- mit Susanne Lücke: Die Götter der Griechen und Römer. Marix, Wiesbaden 2007
- The picture as mirror-image: Observations on the occasion of L.B. Alberti's treatise on painting. In: Francesco Furlan, Gianni Venturi (Hrsg.): Leon Battista Alberti. Gli Este e l'Alberti: tempo e misura. Actes du Congrès International. Pisa 2010, S. ?-?

Übersetzung (u. a.)
- Andrea Palladio: Die Vier Bücher zur Architektur. (I quattro libri dell' architettura). Marix, Wiesbaden 2008 (zweisprachig italienisch-deutsch)